# Звездчатка толстолистная
Звездчатка толстолистная, или Звездочка толстолистная (лат. Stellaria crassifolia) — вид многолетних травянистых растений рода Звездчатка (Stellaria) семейства Гвоздичные (Caryophyllaceae).

## Ботаническое описание
Многолетние травянистые растения. Корневище тонкое, ползучее. Стебли 8-30 см длиной, приподнимающиеся или прямостоячие, ветвящиеся, гладкие, довольно выраженно четырехгранные.
Листья сидячие, мясистые, узко- или широко-эллиптически-ланцетные, 5-15 мм длиной и 1,5-5 мм шириной. Верхушка туповатая или заостренная, но никогда не оттянутая в острие. Опушение отсутствует.
Цветки верхушечные или пазушные, собраны в негустые соцветия. Цветоножки до 12-26(40) мм. длиной. Прицветники травянистые, по краю голые. Чашелистики яйцевидно-ланцетные, голые или слегка опушенные. Лепестки почти до основания двураздельные, в 1,5-2 раза длиннее чашечки — около 5 мм длиной и 2 мм шириной.
Плод — коробочка. Семена мелкие 0,75-1 мм длиной, морщинистые.
Хромосомное число 2n = 26.

## Распространение и экология
Преимущественно европейский вид. Природный ареал охватывает Среднюю Европу, Скандинавию, Китай, Японию, Северную Америку, Среднюю Азию. В России произрастает в Европейской части, на Кавказе, в арктических регионах, Восточной и Западной Сибири, на Дальнем Востоке. Вид включен в ботанический атлас растений Ленинградской области.
Растения предпочитают болота, влажные болотистые луга, леса, берега рек.

## Классификация

### Таксономия
Stellaria crassifolia  Ehrh., 1784, Hannover. Mag. 8: 116
Вид Звездчатка толстолистная относится к роду Звездчатка (Stellaria) семейства Гвоздичные (Caryophyllaceae) порядка Гвоздичноцветные (Caryophyllales). Кладограмма в соответствии с Системой APG IV по состоянию на декабрь 2023 года:
|  |                                      |  |                                   |                                   |                      |  | ещё 40 семейств | ещё 40 семейств |                          |  |  |  | еще 121 подтвержденный вид и 262 вида, ожидающих подтверждения |
|  |                                      |  |                                   |                                   |                      |  | ещё 40 семейств | ещё 40 семейств |                          |  |  |  | еще 121 подтвержденный вид и 262 вида, ожидающих подтверждения |
|  |                                      |  |                                   | порядок Гвоздичноцветные          |                      |  |                 |                 | род Звездчатка           |  |  |  |                                                                |
|  |                                      |  |                                   | порядок Гвоздичноцветные          |                      |  |                 |                 | род Звездчатка           |  |  |  |                                                                |
|  | отдел Цветковые, или Покрытосеменные |  |                                   |                                   | семейство Гвоздичные |  |                 |                 | Звездчатка толстолистная |  |  |  |                                                                |
|  | отдел Цветковые, или Покрытосеменные |  |                                   |                                   | семейство Гвоздичные |  |                 |                 |                          |  |  |  |                                                                |
|  |                                      |  | ещё 63 порядка цветковых растений | ещё 63 порядка цветковых растений |                      |  |                 | еще 97 родов    | еще 97 родов             |  |  |  |                                                                |
|  |                                      |  |                                   | ещё 63 порядка цветковых растений |                      |  |                 |                 | еще 97 родов             |  |  |  |                                                                |

### Синонимы
- Alsine crassifolia Britton
- Cerastium tetragonum Baumg.
- Larbrea crassifolia (Ehrh.) Rchb.
- Stellaria crassifolia f. crassifolia
- Stellaria crassifolia var. crassifolia
- Stellaria crassifolia var. eriocalycina Schischk.
- Stellaria crassifolia var. linearis Fenzl
- Stellaria gracilis Richardson